# Mark DeCarlo
Mark DeCarlo (23 de Junho de 1962) é um ator americano. DeCarlo faz a voz do personagem Hugo Neutron no desenho animado Jimmy Neutron. Nasceu em Chicago, Illinois, mas cresceu nos Estados Unidos. Ele já participou da série original da Disney, Os Feiticeiros de Waverly Place. Antes de ser famoso, Mark foi um concorrente no Game Show Venda do Século e Tic Tac Dough.